# Minilla
Minilla ( ミニラ, Minira) est un kaiju qui apparaît en premier lieu en 1967 dans le film Le Fils de Godzilla, ainsi que dans d'autres films de l'ère Showa. Ce dernier est le premier personnage, qui est représenté comme étant le fils de Godzilla précédant ainsi les personnages de Godzilla Jr (de l'ère Heisei), Zilla Jr (de Godzilla la série) ou Godzilla Filius (de la trilogue animé). 
Le personnage est repris une fois à la fin de la franchise durant l'ère Millenium, pour symboliser son créateur, Ishiro Honda, le père de la franchise.

## Liste des apparitions
- 1967 : Le Fils de Godzilla (Kaijûtô no kessen : Gojira no musuko), de Jun Fukuda
- 1968 : Les envahisseurs attaquent (Kaijû sôshingeki), de Ishirô Honda
- 1969 : Godzilla's Revenge (Gojira-Minira-Gabara : Oru kaijû daishingeki), de Jun Fukuda
- 2004 : Godzilla: Final Wars (Gojira : Fainaru uôzu), de Ryuhei Kitamura